# Grand Rapids, Michigan
Grand Rapids är en stad i Kent County i Michigan, USA. Vid folkräkningen år 2000 uppgick befolkningen till 197 800 personer, vilket gör staden till den näst största i delstaten. Staden är den viktigaste staden i västra Michigan.

## Historia
För ungefär 2000 år sedan bosatte sig Hopewellindianerna i området där staden idag är belägen. Omkring år 1700 slog sig Ottawaindanerna ner i området. Européer kom till området vid början av 1800-talet, och levde i huvudsak i fred med urinvånarna genom att bedriva handel med metall- och textilvaror.
Den första vita person som bosatte sig permanent var baptistpastorn Isaac McCoy som kom till området 1825. Året efter öppnade Louis Campau, som räknas som stadens grundare, en smedja och handelsstation.
1831 nådde den federala lantmäteriexpeditionen området och mätte ut gränser för Kent County. Campau köpte hela det område som idag är centrala Grand Rapids av regeringen för $90, och döpte det till Grand Rapids. Den första officiella folkräkningen skedde 1845 och räknade till 1 510 personer. Staden grundades officiellt 1 maj 1850.
Under den andra halvan av 1800-talet växte en skogs- och timmerindustri fram i området, och staden blev känd för sin möbeltillverkning. Efterhand blev staden USA:s främsta stad inom möbeltillverkning och fick smeknamnet "Furniture City" (Möbelstaden). Även internationellt fick staden mycket uppmärksamhet för sin möbeltillverkning och än idag räknas stadens kontorsmöbelindustri till de främsta i världen.

## Geografi
Staden är belägen utmed Grand River, på ett ställe där det ursprungligen fanns ett antal forsar. Staden ligger ungefär 50 kilometer öster om Lake Michigan. Michigans delstatshuvudstad Lansing ligger cirka 100 kilometer ostsydost om Grand Rapids. Andra städer i närheten är Kalamazoo som ligger 80 km söderut och Big Rapids som ligger ungefär 100 kilometer norrut.

## Demografi
Grand Rapids är huvudkvarter för de två stora kalvinistiska kyrkosamfunden Christian Reformed Church in North America och Reformed Church in America. Detta har sin bakgrund i det höga antalet nederländskättade invånare. Det finns också grupper med afrikansk-amerikansk samt polsk bakgrund i staden.
År 2000 hade staden 197 800 invånare, 73 217 hushåll och 44 369 familjer. Befolkningstätheten var 1710,8 invånare per kvadratkilometer.
27 % av befolkningen var under 18 år, 13,1 % var mellan 18 och 24 år, 16,7 % mellan 45 och 64 och 11,6 % över 65. Medelåldern var 30 år. Per 100 kvinnor bodde det 95,8 män i staden. Räknar man bara med invånarna över 18 år var det 92,5 män per 100 kvinnor.
Medianintäkten för ett hushåll var $37 224, för familjer $44 224. Män hade en medianintäkt på $33 050 och kvinnor $26 382. 15,7 % lever under fattigdomsgränsen. Av de under fattigdomsgränsen är 19,4 % under 18 år och 10,4 % över 65 år.

## Politik
Liksom i områdena runt om har Grand Rapids traditionellt varit en konservativ stad och ett säkert distrikt för Republikanerna. Distriktets mandat i den amerikanska kongressen är idag Vern Ehlers. Den senare presidenten Gerald Ford satt i kongressen för detta distrikt från 1949 till 1974. Grand Rapids före detta flygplats, Ford Airport, har fått sitt namn av Ford.
Grand Rapids är känd för att välja relativt moderata republikaner. I själva Grand Rapids (utan förorter) stöttade flertalet demokraten Al Gore vid presidentvalet 2000 och John Kerry 2004.

## Ekonomi
Traditionellt har möbelindustri och bilindustri varit huvudnäringarna i Grand Rapids. Under senare år har aktiviteten inom dessa branscher minskat, men kontorsmöbelproducenterna American Seating och Steelcase håller fortfarande till i staden. På grund av de många teologiska utbildningarna i staden (se utbildning) ges många teologiska verk ut av förlag baserade här.

## Utbildning
Det finns flera högre utbildningsinstitutioner i Grand Rapids. Grace Bible College, Aquinas College, Calvin College, Kuyper College (tidigare Reformed Bible College) och Cornerstone University är alla privata, religiösa utbildningsinstitutioner i staden. Grand Rapids Community College, Ferris State University, Davenport University och Grand Valley State University har alla campus centralt i Grand Rapids.

## Kulturliv

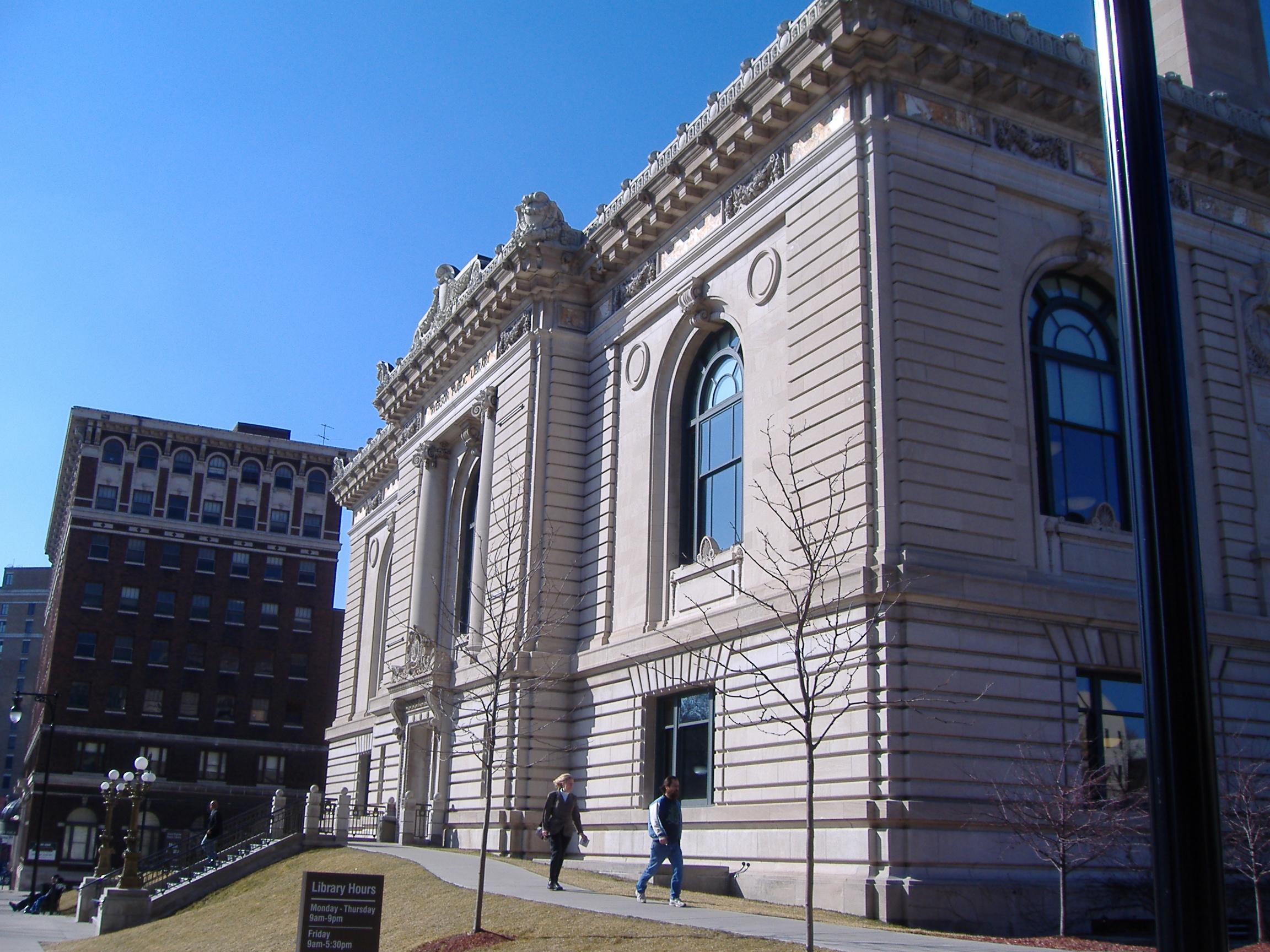
Grand Rapids bibliotek

Den första helgen i juni varje år hålls en kulturfestival i staden. Under festivalen (lokalt omtalad som "The Festival") arrangeras flera konserter, försäljning av olika typer av etnisk mat, samt många konstrelaterade aktiviteter. Hela festivalen drivs av frivilliga.
Frederik Meijer Gardens and Sculpture Park är en stor botanisk park i Grand Rapids. Den innehåller också en skulpturpark, med 170 skulpturer av kända konstnärer som bland annat Magdalena Abakanowicz, Jonathan Borofsky, Alexander Calder, Mark di Suvero, Henry Moore, Claes Oldenburg, Arnaldo Pomodoro, Nina Akamu och Kenneth Snelson.
Gerald Ford-museet finns i Grand Rapids.

## Personligheter
Lista med personer som är födda i eller bott i Grand Rapids under en längre tid.
- Gillian Anderson, skådespelare känd från Arkiv X
- Cindy Axne, representanthusledamot
- Roger B. Chaffee, astronaut på Apollo 1
- Gerald R. Ford, president
- Betty Ford, presidentfru
- Al Green, musiker
- Jack R. Lousma, astronaut
- Anthony Kiedis, sångare i Red Hot Chili Peppers
- Brian Mast, representanthusledamot
- Paul Schrader, manusförfattare
- Del Shannon, musiker
- Edmund Casimir Szoka, kardinal i den katolska kyrkan
- James Toney, boxare
- Tony Tucker, boxare
- Floyd Mayweather, Jr., boxare
- Arthur H. Vandenberg, senator
- Mike Knuble, hockeyspelare i NHL.
- Taylor Lautner, skådespelare, känd från Twilight och New Moon.

## Vänorter
- Omihachiman, Japan
- Bielsko-Biała, Polen
- Perugia, Italien
- Ga distrikt, Ghana
- Zapopan, Mexiko (under förhandling)